# Temblor (signo clínico)
El temblor es un movimiento involuntario, algo rítmico, contracciones que involucran oscilaciones o espasmos de una o más partes del cuerpo. Es el más común de todos los movimientos involuntarios y puede afectar manos, brazos, ojos, cara, cabeza, cuerdas vocales, tronco y piernas. La mayor parte de la gente presenta temblores en las manos. En algunas personas, el temblor es un síntoma de otro trastorno neurológico. Un tipo muy común de temblor es el castañeteo de dientes, por lo general inducido por las bajas temperaturas o por el miedo.

## Cuadro clínico
La forma más frecuente de temblor, con sus síntomas, es el temblor esencial. Anteriormente también denominado temblor esencial benigno, es la forma más común de temblor anormal. El temblor puede ser leve y no progresivo en algunas personas durante un largo período de tiempo. Sin embargo, en otras el temblor evoluciona lentamente, comenzando en un lado del cuerpo, pero afecta a ambos lados en algunos años. Con frecuencia las manos son las más afectadas, pero también pueden estar implicados la cabeza, la voz, la lengua, las piernas y el tronco, aunque típicamente en menor grado que las manos. El temblor de las manos es típicamente un temblor de acción. El temblor de la cabeza puede manifestarse como el gesto de asentir o negar dos veces. El temblor esencial puede estar acompañado de leve perturbación de la marcha. La frecuencia del temblor puede disminuir a medida que la persona envejece, pero la gravedad puede aumentar, de modo que afecta la habilidad del individuo para realizar ciertas tareas o actividades de la vida diaria. El aumento de la emoción, el estrés, la fiebre, el agotamiento físico o el bajo azúcar en sangre pueden desencadenar temblores o aumentar su gravedad. El inicio es común después de los 40 años, aunque los síntomas pueden aparecer a cualquier edad. Puede producirse en más de un familiar. Los hijos de un padre con temblor esencial familiar tienen aproximadamente un 50 % de probabilidad de heredar la afección.

## Tratamiento
No hay cura para la mayoría de los temblores. El tratamiento apropiado depende de un diagnóstico preciso de la causa. Algunos temblores responden al tratamiento de la enfermedad subyacente. Por ejemplo, en algunos casos de temblor psicogénico, el tratamiento del paciente con problemas psicológicos subyacentes puede causar el temblor, el cual puede desaparecer con terapia.

### Cirugía
Una intervención quirúrgica como la talamotomía y la estimulación cerebral profunda pueden aliviar ciertos temblores. Estas cirugías generalmente se realizan solamente cuando el temblor es intenso, no puede ser controlado satisfactoriamente con medicamentos y tendrá un impacto significativo en la vida diaria de la persona que lo padece. 

#### Estimulación cerebral profunda
La estimulación cerebral profunda (dbs, por sus siglas en inglés), la forma más común de tratamiento quirúrgico del temblor, usa electrodos implantables para enviar señales eléctricas de alta frecuencia al tálamo. La persona usa un imán manual para encender y apagar el generador de pulsos que se implanta quirúrgicamente bajo la piel. La estimulación eléctrica invalida temporalmente el temblor y puede revertirse, si fuera necesario, apagando el electrodo implantado. Las baterías del generador duran cerca de 5 años y pueden reemplazarse quirúrgicamente. Actualmente se usa la estimulación cerebral profunda para tratar el temblor parkinsoniano, el temblor esencial y la distonía. 

#### Talamotomía
La talamotomía, que implica la creación de lesiones en la región cerebral llamada tálamo, es muy eficaz para tratar a los pacientes con temblor esencial, cerebeloso o parkinsoniano. Este procedimiento hospitalario se realiza bajo anestesia local, con el paciente despierto. Luego de asegurar la cabeza del paciente a un marco metálico, el cirujano explora su cerebro para ubicar el tálamo. Una vez localizado, se taladra un pequeño agujero en el cráneo y se introduce un electrodo con temperatura controlada en el tálamo. Se pasa una corriente de baja frecuencia por el electrodo para activar el temblor y confirmar la colocación adecuada. Una vez que se confirma el sitio, el electrodo se calienta para crear una lesión temporal. Se hacen pruebas para examinar el habla, el lenguaje, la coordinación y la activación del temblor, si la hubiera. Si no hubiera problemas, se vuelve a calentar el electrodo para crear una lesión permanente de 3 mm. Se retira el electrodo al enfriarlo hasta la temperatura corporal y se cubre el agujero del cráneo. La lesión hace que el temblor desaparezca permanentemente sin interrumpir el control sensorial o motor. 
Los efectos secundarios más comunes de la cirugía del temblor son la disartria (problemas con el control motor del habla), el deterioro cognitivo temporal o permanente (como dificultad visual y de aprendizaje) y problemas de equilibrio.